# Harald Brödel
Harald Brödel (* 17. April 1934 in Wedlitz; † 30. August 1996 in Leipzig) war ein deutscher Gebrauchsgrafiker.

## Leben und Werk
Brödel absolvierte von 1948 bis 1951 eine Lehre als Dekorationsmaler und machte den Meisterabschluss. Bis 1953 arbeitete er als Gebrauchswerber. Nach einem zweijährigen freiwilligen Dienst bei der Nationalen Volksarmee, der in der Regel Voraussetzung für einen Studienplatz war, studierte er von 1956 bis 1960 am Pädagogischen Institut Aschersleben. Bis 1970 war er Lehrmeister für Gebrauchswerber an den Lehrateliers Bernburg und Halle/Saale.
Von 1965 bis 1969 machte er bei Albert Kapr und Hildegard Korger ein externes Studium der Gebrauchsgrafik an der Hochschule für Grafik und Buchkunst (HGBK) Leipzig. Danach arbeitete er in Leipzig freischaffend und vorübergehend 1976 im VEB Baukombinat Leipzig als Gebrauchsgrafiker. Ab 1977 war er in Leipzig wieder freischaffend tätig, u. a. als Schriftgestalter für den VEB Typoart.
Ein Teil der von Brödel entworfenen Schriften wurden nach der deutschen Wiedervereinigung von der Firma Elsner + Flake übernommen.
Außerdem arbeitete Brödel als Kalligraf, Signet- und Plakatgestalter. Daneben war er Lehrbeauftragter an der HGBK.

## Ausstellungen (mutmaßlich unvollständig)
- 1971: Leipzig, Internationale Buchkunstausstellung iba
- 1972/1973, 1982/1983 und 1987/1988: Dresden, VII., IX. und X. Kunstausstellung der DDR
- 1974, 1979 und 1985: Leipzig, Bezirkskunstausstellungen
- 1978: Berlin, Ausstellungszentrum am Fernsehturm („Brecht im Plakat. Bertolt-Brecht-Ehrung der Deutschen Demokratischen Republik“)
- 1982: Leipzig, Museum der Bildenden Künste („Selbstbildnisse Leipziger Künstler“)